# Naeem Khan
 (mai 2016).
Naeem Khan, né le 21 mai 1958, est un styliste américano-indien connu pour ses robes ornées aux motifs très détaillés ainsi que pour avoir habillé la première dame Michelle Obama, la reine Noor de Jordanie ou encore la duchesse de Cambridge, Kate Middleton.

## Biographie
Naeem Khan (de son vrai nom Naeemuddin Khan) est né le 21 mai 1958 et est le fils de Sharfuddin Khan et Razia Baig. Cette passion pour la mode lui vient de son père ainsi que son grand-père, tous deux designers ayant habillés des membres de certaines familles royales. Khan s’est d’ailleurs exprimé a ce sujet en disant : « Ça fait partie de moi, c’est dans mon ADN. J’ai eu la chance de voir mon père dessiner et créer des vêtements pour les familles les plus influentes d’Inde  et je savais que je voulais suivre cette voie ».[réf. nécessaire]
En 1981, à l’âge de 23 ans, il a épousé la mannequin et créatrice de bijoux Ranjana Kapadia, avec qui il a eu deux fils, Zaheen et Shariq.
Il partage sa vie entre New York et Miami en Floride.

## Carrière et marque
En 1978, Khan déménage aux États-Unis afin de devenir l’apprenti du designer américain Halston. Pendant cette période, il apprend et perfectionne son art pour la création de vêtements et travaille avec de grandes icônes culturels tels que Liza Minnelli, Andy Warhol et Elizabeth Taylor. Khan s’exprime sur cette période de sa vie en disant que « Mes connaissances en matière de mode sont très influencés par les quelques années passées avec Halston… en tant que designer on doit se tenir au courant de toutes les différentes pratiques et cultures afin de pouvoir être une marque connue dans le monde entier ».[réf. nécessaire]
Après avoir été apprenti, il a passé plusieurs années a travailler pour son mentor avant de créer sa propre maison de mode, Riazee, en 1981. Celle-ci est nommée d'après sa mère et fait partie des magasins de vente au détail les plus reconnus pendant presque dix ans.
En 2003, il lance alors sa marque éponyme et présente ses collections à la New York Fashion Week. Il se fait très vite remarquer par de grands détaillants ainsi que par de nombreuses célébrités. En tant que favorites des tapis rouges, les robes de Naeem Khan ont été portées, entre autres, par Beyoncé, Taylor Swift, Jennifer Lopez, Penelope Cruz, Katy Perry ou Kate Hudson. Elles sont également très appréciées par certaines des femmes les plus puissantes du monde : la première dame Michelle Obama a porté les robes de la marque a plus d'une dizaine d'évènements, la première fois étant en 2009, à son premier diner d’État. 
En avril 2016, lors de sa visite historique au Taj Mahal avec le Prince William, la duchesse de Cambridge, Kate Middleton, portait une robe Naeem Khan.
En 2013, Khan a lancé sa collection de robe de mariées, Bridal.